# 抗酸药

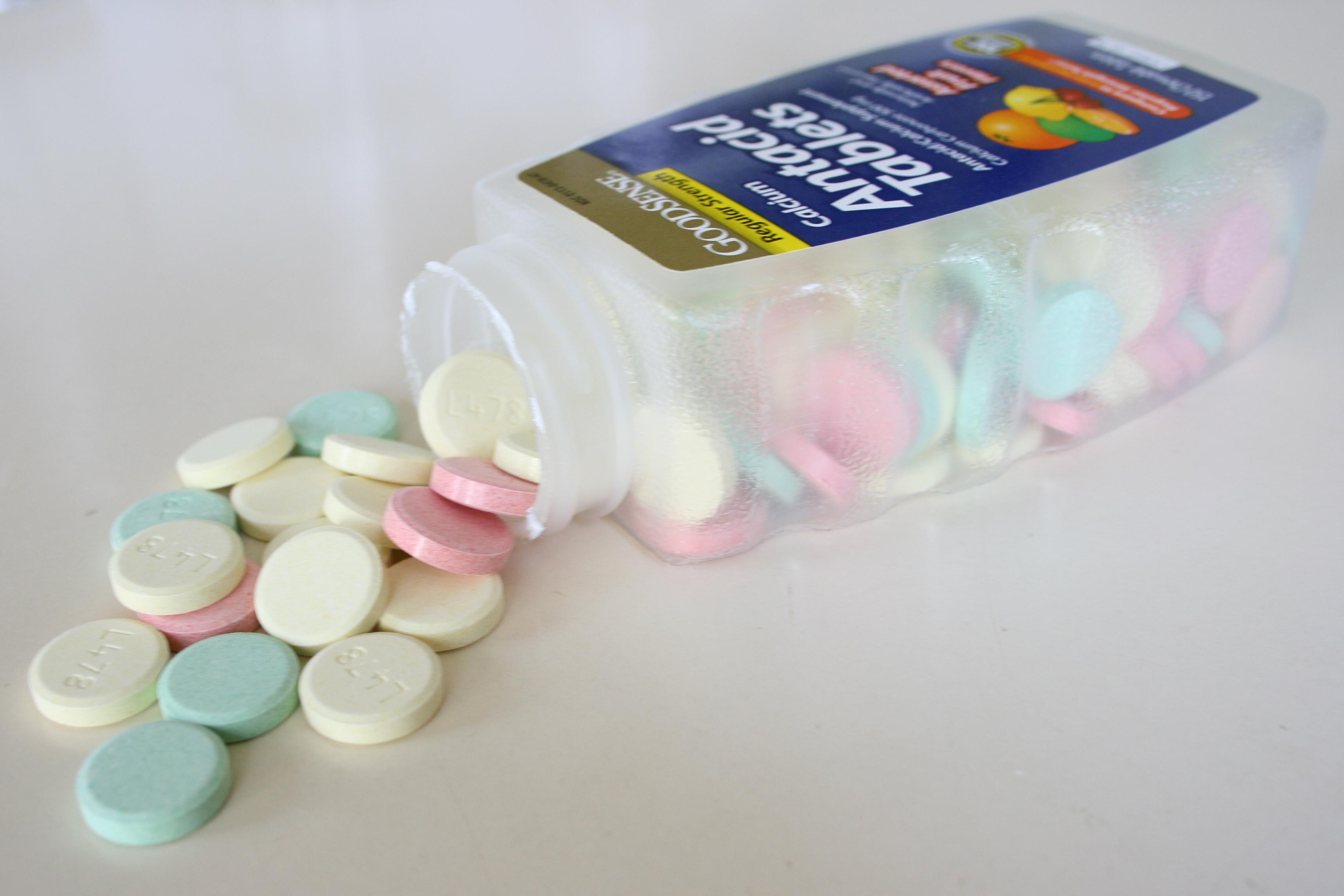
抗酸藥片（含碳酸鈣）

抗酸药（antacid）又称抗酸剂、制酸剂，是能降低胃内容物酸度的弱碱性物质，可直接中和胃酸，对胃起保护作用。抗酸药用于缓解酸的刺激，如胃灼热、腹胀、疼痛、消化不良等症状。
一些抗酸药已被用于治疗便秘和腹泻。市售抗酸药含有铝、钙、镁或钠盐。一些制剂含有两种盐的组合，如碳酸镁和氢氧化铝（如水滑石）。
常见制剂如氢氧化铝凝胶、三硅酸镁、碳酸氢钠等。